# Saison 2017-2018 de l'AJ Auxerre
Maillots
Dernière mise à jour : 13 mai 2018.
Chronologie
Saison précédente Saison suivante
L'AJ Auxerre joue lors de la saison 2017-2018, sa sixième saison consécutive en deuxième division. Francis Graille commence sa première saison en tant que président du club et Francis Gillot sa première en tant d'entraîneur. Il quitte le club le 9 décembre 2017. Le 21 décembre 2017, il est remplacé par Pablo Correa.

## Avant-saison

### Matchs amicaux
Le club dispute six matchs amicaux dans le cadre de la préparation de la saison 2017-2018. L'AJ Auxerre défie un club de Jupiler Pro League (Royal Excelsior Mouscron), deux clubs de Ligue 1 (FC Metz et ESTAC Troyes), un club de Ligue 2 (Stade de Reims), un club de National 1 (US Créteil-Lusitanos) et un club de National 3 (Paris FC rés.) .
Ces matchs amicaux s'accompagnent également de deux stages. Le premier a lieu au Touquet entre le 25 juin 2017 et le 30 juin 2017. Le second a lieu à Dinard entre le 18 juillet 2017 et le 21 juillet 2017 .
Détail des matchs
| 1er match                           | AJ Auxerre                    | 1 - 1   | Royal Excelsior Mouscron |                                   |                                   |
| Vendredi 30 juin 2017 17:00 (UTC+2) | Boto 14e                      | (1 - 1) | 28e Amallah              | Stade Gérard Houllier, Le Touquet | Stade Gérard Houllier, Le Touquet |
| Vendredi 30 juin 2017 17:00 (UTC+2) | Rapport AJA Rapport lyonne.fr |         |                          | Stade Gérard Houllier, Le Touquet | Stade Gérard Houllier, Le Touquet |

| 2e match                              | Stade de Reims          | 1 - 2   | AJ Auxerre                   |                                            |                                            |
| Vendredi 7 juillet 2017 18:00 (UTC+2) | Chavalerin 8e           | (1 - 0) | 78e (pen.) Sangaré · 80e Ayé | Stade Paul-Chandon, Épernay Vidéo du match | Stade Paul-Chandon, Épernay Vidéo du match |
| Vendredi 7 juillet 2017 18:00 (UTC+2) | Rapport AJA Rapport SDR |         |                              | Stade Paul-Chandon, Épernay Vidéo du match | Stade Paul-Chandon, Épernay Vidéo du match |

| 3e match                            | AJ Auxerre                    | 0 - 0   | US Créteil-Lusitanos |                                                                  |                                                                  |
| Mardi 11 juillet 2017 18:30 (UTC+2) |                               | (0 - 0) |                      | Stade Lucien Masson, Migennes Arbitrage : Alexandre Perreau Niel | Stade Lucien Masson, Migennes Arbitrage : Alexandre Perreau Niel |
| Mardi 11 juillet 2017 18:30 (UTC+2) | Rapport AJA Rapport lyonne.fr |         |                      | Stade Lucien Masson, Migennes Arbitrage : Alexandre Perreau Niel | Stade Lucien Masson, Migennes Arbitrage : Alexandre Perreau Niel |

| 4e match                               | FC Metz                                   | 1 - 4   | AJ Auxerre                                        |                                                    |                                                    |
| Vendredi 14 juillet 2017 18:00 (UTC+2) | Mollet 10e                                | (1 - 2) | 6e Fumu Tamuzo · 37e Boto · 76e Montiel · 78e Ayé | Stade Charles Jacquin, Saint-Dizier Vidéo du match | Stade Charles Jacquin, Saint-Dizier Vidéo du match |
| Vendredi 14 juillet 2017 18:00 (UTC+2) | Rapport AJA Rapport FCM Rapport lyonne.fr |         |                                                   | Stade Charles Jacquin, Saint-Dizier Vidéo du match | Stade Charles Jacquin, Saint-Dizier Vidéo du match |

| 5e match                               | AJ Auxerre                | 1 - 2   | ESTAC Troyes                       |                                                                               |                                                                               |
| Vendredi 21 juillet 2017 20:00 (UTC+2) | Y. Sané 77e               | (0 - 1) | 5e Grandsir · 89e (pen.) Ben Saada | Stade de l'Abbé-Deschamps, Auxerre Spectateurs : 2 485 Arbitrage : Karim Abed | Stade de l'Abbé-Deschamps, Auxerre Spectateurs : 2 485 Arbitrage : Karim Abed |
| Vendredi 21 juillet 2017 20:00 (UTC+2) | Rapport AJA Rapport ESTAC |         |                                    | Stade de l'Abbé-Deschamps, Auxerre Spectateurs : 2 485 Arbitrage : Karim Abed | Stade de l'Abbé-Deschamps, Auxerre Spectateurs : 2 485 Arbitrage : Karim Abed |

| 6e match                            | AJ Auxerre                                                                                    | 9 - 0   | Paris FC rés. |                                    |                                    |
| Mardi 25 juillet 2017 11:00 (UTC+2) | P. Sané 10e 18e 36e · Philippoteaux 14e · Yattara 35e 53e · Sakhi 55e · Sangaré 82e · Ayé 90e | (5 - 0) |               | Stade de l'Abbé-Deschamps, Auxerre | Stade de l'Abbé-Deschamps, Auxerre |
| Mardi 25 juillet 2017 11:00 (UTC+2) | Rapport AJA                                                                                   |         |               | Stade de l'Abbé-Deschamps, Auxerre | Stade de l'Abbé-Deschamps, Auxerre |

Alors que le club devait initialement disputer un match amical pendant la trêve internationale d'octobre en Chine, le match n'a finalement pas lieu.
Le club est en discussion afin de disputer un match amical, en mars 2018, contre le Shanghai Shenhua à Auxerre.

## Transferts

### Mercato d'été
Ce tableau regroupe l'ensemble des transferts réalisés lors du mercato estival.
mise à jour: 19 octobre 2017
| Type    | Poste             | Nom                    | Âge | Nat.                                          | Transfert       | Durée         | Indemnité | Date          | Provenance/Destination           |
| ------- | ----------------- | ---------------------- | --- | --------------------------------------------- | --------------- | ------------- | --------- | ------------- | -------------------------------- |
| Départ  | Défenseur central | Stéphane Sparagna      | 22  | Drapeau de la France                          | Fin de prêt     |               |           | Mercato d'été | Olympique de Marseille (Ligue 1) |
| Départ  | Défenseur central | Yaya Sané              | 24  | Drapeau du Sénégal                            | Fin de prêt     |               |           | Mercato d'été | Bursaspor (Süper Lig)            |
| Départ  | Milieu de terrain | Birama Touré           | 25  | Drapeau du Mali                               | Fin de prêt     |               |           | Mercato d'été | Standard de Liège (JPL)          |
| Départ  | Attaquant         | Mohamed Yattara        | 23  | Drapeau de la Guinée                          | Fin de prêt     |               |           | Mercato d'été | Standard de Liège (JPL)          |
| Départ  | Latéral droit     | Ruben Aguilar          | 24  | Drapeau de la France                          | Fin de contrat  |               |           | Mercato d'été | Montpellier HSC (Ligue 1)        |
| Départ  | Milieu de terrain | Lionel Mathis          | 35  | Drapeau de la France                          | Fin de contrat  |               |           | Mercato d'été | Retraite                         |
| Départ  | Milieu de terrain | Samed Kilic            | 21  | Drapeau de la France                          | Fin de contrat, |               |           | Mercato d'été | Samsunspor (Ptt 1.Lig)           |
| Départ  | Défenseur central | Rémi Fournier          | 33  | Drapeau de la France                          | Fin de contrat, |               |           | Mercato d'été | ES Fos-sur-Mer (Régional 2)      |
| Départ  | Attaquant         | Adama Ba               | 23  | Drapeau de la Mauritanie                      | Fin de contrat  |               |           | Mercato d'été | Gaziantep FK (Ptt 1.Lig)         |
| Départ  | Latéral droit     | Khamis Digol-Ndozangue | 18  | Drapeau de la France                          | Inconnu         |               |           | Mercato d'été | ESTAC Troyes (Ligue 1)           |
| Départ  | Latéral droit     | Roman Laspalles        | 20  | Drapeau de la France                          | Fin de contrat  |               |           | Mercato d'été | Les Herbiers (National 1)        |
| Départ  | Défenseur central | Mouhameth Sané         | 21  | Drapeau du Sénégal                            | Fin de contrat  |               |           | Mercato d'été | FC Mulhouse (National 3)         |
| Départ  | Milieu de terrain | Charlevy Mabiala       | 21  | Drapeau de la république du Congo             | Fin de contrat  |               |           | Mercato d'été | Foresta Suceava (Liga II)        |
| Départ  | Milieu de terrain | Hardy Binguila         | 20  | Drapeau de la république du Congo             | Fin de contrat  |               |           | Mercato d'été | KF Tirana (Kategoria e parë)     |
| Départ  | Latéral gauche    | Baba Traoré            | 24  | Drapeau de la France                          | Transfert       |               |           | Mercato d'été | Le Havre AC (Ligue 2)            |
| Départ  | Gardien de but    | Xavier Lenogue         | 20  | Drapeau de la France                          | Prêt            | 1 an (2018)   |           | Mercato d'été | Pau FC (National 1)              |
| Départ  | Attaquant         | Gaëtan Courtet         | 28  | Drapeau de la France                          | Transfert       |               |           | Mercato d'été | FC Lorient (Ligue 2)             |
| Départ  | Attaquant         | Romain Montiel         | 22  | Drapeau de la France                          | Prêt            | 1 an (2018)   |           | Mercato d'été | FC Chambly (National 1)          |
| Arrivée | Milieu de terrain | Jordan Adéoti          | 28  | Drapeau du Bénin · Drapeau de la France       | Joueur libre    |               |           | Mercato d'été | SM Caen (Ligue 1)                |
| Arrivée | Défenseur central | Abdoul Ba              | 23  | Drapeau de la Mauritanie                      | Joueur libre    |               |           | Mercato d'été | RC Lens (Ligue 2)                |
| Arrivée | Milieu de terrain | Michaël Barreto        | 26  | Drapeau de la France                          | Transfert       | 4 ans (2021)  |           | Mercato d'été | US Orléans (Ligue 2)             |
| Arrivée | Latéral droit     | Bendjaloud Youssouf    | 23  | Drapeau des Comores · Drapeau de la France    | Transfert       | 3 ans (2020)  |           | Mercato d'été | US Orléans (Ligue 2)             |
| Arrivée | Attaquant         | Pape Sané              | 25  | Drapeau du Sénégal                            | Prêt            | 1 an (2018)   |           | Mercato d'été | SM Caen (Ligue 1)                |
| Arrivée | Milieu de terrain | Hamza Sakhi            | 21  | Drapeau de la France · Drapeau du Maroc       | Prêt            | 1 an (2018)   |           | Mercato d'été | FC Metz (Ligue 1)                |
| Arrivée | Milieu de terrain | Romain Philippoteaux   | 29  | Drapeau de la France                          | Transfert       | 3 ans (2020)  |           | Mercato d'été | FC Lorient (Ligue 2)             |
| Arrivée | Gardien de but    | Quentin Westberg       | 31  | Drapeau des États-Unis · Drapeau de la France | Joueur libre    |               |           | Mercato d'été | Tours FC (Ligue 2)               |
| Arrivée | Défenseur central | Yaya Sané              | 27  | Drapeau du Sénégal                            | Prêt            | 1 an (2018)   |           | Mercato d'été | Bursaspor (Süper Lig)            |
| Arrivée | Milieu de terrain | Birama Touré           | 25  | Drapeau du Mali                               | Transfert       | 3 ans (2020), |           | Mercato d'été | Standard de Liège (JPL)          |
| Arrivée | Attaquant         | Mohamed Yattara        | 23  | Drapeau de la Guinée                          | Transfert       | 3 ans (2020)  |           | Mercato d'été | Standard de Liège (JPL)          |
| Arrivée | Latéral gauche    | Pierre-Yves Polomat    | 23  | Drapeau de la France                          | Prêt            | 1 an (2018)   |           | Mercato d'été | AS Saint-Étienne (Ligue 1)       |
| Arrivée | Latéral droit     | Carlens Arcus          | 21  | Drapeau d'Haïti                               | Prêt            | 1 an (2018)   |           | Mercato d'été | Cercle Bruges KSV (Division 1B)  |
| Arrivée | Attaquant         | Ivan Firer             | 32  | Drapeau de la Slovénie                        | Transfert       | 2 an (2019)   |           | Mercato d'été | NK Domžale (1.SNL)               |
| Type    | Poste             | Nom                    | Âge | Nat.                                          | Transfert       | Durée         | Indemnité | Date          | Provenance/Destination           |

Âge = âge au moment du transfert; Nat. = nationalité; Date = date ou période du transfert ( = mercato d'été;  = mercato d'hiver)
ArrivéeDépart

### Phase aller
Ce tableau regroupe l'ensemble des transferts réalisés entre le mercato d'été et le mercato d'hiver, période dans laquelle le mercato est ouvert uniquement pour le recrutement de joker.
mise à jour: 16 octobre 2017
| Type   | Poste             | Nom         | Âge | Nat.                 | Transfert | Durée       | Indemnité | Date | Provenance/Destination      |
| ------ | ----------------- | ----------- | --- | -------------------- | --------- | ----------- | --------- | ---- | --------------------------- |
| Départ | Milieu de terrain | Loïc Goujon | 21  | Drapeau de la France | Prêt      | 1 an (2018) |           |      | US Boulogne CO (National 1) |

Âge = âge au moment du transfert; Nat. = nationalité; Date = date ou période du transfert ( = mercato d'été;  = mercato d'hiver)
ArrivéeDépart

### Mercato hivernal
Ce tableau regroupe l'ensemble des transferts réalisés lors du mercato d'hiver, période dans laquelle le mercato est ouvert uniquement pour le recrutement de joker.
mise à jour: 1er février 2018
| Type    | Poste             | Nom       | Âge | Nat.                                        | Transfert                | Durée         | Indemnité | Date            | Provenance/Destination                      |
| ------- | ----------------- | --------- | --- | ------------------------------------------- | ------------------------ | ------------- | --------- | --------------- | ------------------------------------------- |
| Arrivée | Milieu de terrain | Zheng Jie | 22  | Drapeau de la République populaire de Chine | Prêt avec option d'achat | 6 mois (2018) |           | Mercato d'hiver | Guangzhou Evergrande (Chinese Super League) |

Âge = âge au moment du transfert; Nat. = nationalité; Date = date ou période du transfert ( = mercato d'été;  = mercato d'hiver)
ArrivéeDépart

### Phase retour
Le 23 mars 2018, lors de la 30e journée de Ligue 2 contre l'US Quevilly-Rouen Métropole, une altercation oppose Pierre-Yves Polomat et Michaël Barreto. À la suite de cette bagarre, le club annonce le 31 mars 2018 la rupture anticipée du contrat de travail de Pierre-Yves Polomat.
Le 16 avril 2018, l'AJ Auxerre lève l'option d'achat que comportait le prêt d'Hamza Sakhi. Le joueur rejoint ainsi le club pour 3 années associées d'une année supplémentaire en cas de montée.
mise à jour: 17 avril 2018
| Type    | Poste             | Nom                 | Âge | Nat.                 | Transfert                     | Durée        | Indemnité | Date | Provenance/Destination     |
| ------- | ----------------- | ------------------- | --- | -------------------- | ----------------------------- | ------------ | --------- | ---- | -------------------------- |
| Départ  | Défenseur         | Pierre-Yves Polomat | 24  | Drapeau de la France | Rupture du contrat de travail |              |           |      | AS Saint-Étienne (Ligue 1) |
| Arrivée | Milieu de terrain | Hamza Sakhi         | 21  | Drapeau du Maroc     | Levée de l'option d'achat     | 3 ans (2021) |           |      | FC Metz (Ligue 1)          |

Âge = âge au moment du transfert; Nat. = nationalité; Date = date ou période du transfert ( = mercato d'été;  = mercato d'hiver)
ArrivéeDépart

## Effectif de la saison 2017-2018
Âge au 1er juin 2018.

## Compétitions

### Ligue 2

#### Résultats par journée
| Journée   | 01 | 02  | 03  | 04  | 05  | 06  | 07  | 08  | 09  | 10  | 11  | 12  | 13  | 14  | 15  | 16  | 17  | 18  | 19  | 20  | 21  | 22  | 23  | 24  | 25  | 26  | 27  | 28  | 29  | 30  | 31  | 32  | 33  | 34  | 35  | 36  | 37  | 38  |
| --------- | -- | --- | --- | --- | --- | --- | --- | --- | --- | --- | --- | --- | --- | --- | --- | --- | --- | --- | --- | --- | --- | --- | --- | --- | --- | --- | --- | --- | --- | --- | --- | --- | --- | --- | --- | --- | --- | --- |
| Terrain   | D  | E   | E   | D   | E   | D   | E   | D   | E   | D   | E   | D   | E   | D   | E   | D   | E   | D   | E   | D   | D   | E   | D   | E   | D   | E   | D   | E   | D   | E   | D   | E   | D   | E   | D   | E   | D   | E   |
| Résultats | V  | D   | D   | D   | D   | N   | D   | V   | V   | V   | N   | V   | N   | D   | D   | N   | D   | D   | D   | N   | V   | V   | N   | V   | N   | V   | V   | V   | D   | D   | V   | D   | D   | D   | D   | V   | N   | D   |
| Points    | 3  | 3   | 3   | 3   | 3   | 4   | 4   | 7   | 10  | 13  | 14  | 17  | 18  | 18  | 18  | 19  | 19  | 19  | 19  | 20  | 23  | 26  | 27  | 30  | 31  | 34  | 37  | 40  | 40  | 40  | 43  | 43  | 43  | 43  | 43  | 46  | 47  | 47  |
| Place     | 6e | 11e | 15e | 17e | 17e | 17e | 18e | 17e | 17e | 13e | 14e | 11e | 12e | 15e | 15e | 15e | 15e | 16e | 17e | 17e | 16e | 12e | 14e | 11e | 12e | 11e | 11e | 11e | 11e | 11e | 11e | 11e | 11e | 11e | 12e | 11e | 11e | 11e |

Mis à jour le : 13 mai 2018.
Source : Liste des rencontres

Terrain : D = Domicile ; E = Extérieur. Résultat: D = Défaite ; N = Nul ; V = Victoire.

#### Classement
| Rang | Équipe                 | Pts | J  | G  | N  | P  | Bp | Bc | Diff |
| ---- | ---------------------- | --- | -- | -- | -- | -- | -- | -- | ---- |
| 9    | LB Châteauroux P       | 60  | 38 | 17 | 9  | 12 | 50 | 50 | 0    |
| 10   | FC Sochaux-Montbéliard | 53  | 38 | 15 | 8  | 15 | 51 | 62 | −11  |
| 11   | AJ Auxerre             | 47  | 38 | 13 | 8  | 17 | 51 | 55 | −4   |
| 12   | US Orléans             | 46  | 38 | 12 | 10 | 16 | 52 | 61 | −9   |
| 13   | Valenciennes FC        | 45  | 38 | 12 | 9  | 17 | 50 | 64 | −14  |

#### Meilleurs buteurs
Ce tableau regroupe l'ensemble des buteurs de l'AJ Auxerre en Ligue 2.
Mis à jour le 12 mai 2018 après la 38e journée.
| Pl. | Buteur                      | But inscrit |
| --- | --------------------------- | ----------- |
| 1   | Romain Philippoteaux        | 11          |
| 2   | Mohamed Yattara             | 10          |
| 3   | Hamza Sakhi                 | 5           |
| -   | Pape Sané                   | 5           |
| 5   | Jordan Adéoti               | 3           |
| -   | Mickaël Tacalfred           | 3           |
| 7   | François-Xavier Fumu Tamuzo | 2           |
| 7   | Michaël Barreto             | 2           |
| -   | Florian Ayé                 | 2           |
| 10  | Brahim Konaté               | 1           |
| -   | Abdoul Ba                   | 1           |
| -   | Pierre-Yves Polomat         | 1           |
| -   | Ibrahim Sangaré             | 1           |
| -   | Yaya Sané                   | 1           |

#### Meilleurs passeurs
Ce tableau regroupe l'ensemble des passeurs décisifs de l'AJ Auxerre en Ligue 2.
Mis à jour le 14 mai 2018 après la 38e journée.
| Pl. | Passeur                     | Passe décisive |
| --- | --------------------------- | -------------- |
| 1   | Hamza Sakhi                 | 5              |
| 2   | Mohamed Yattara             | 3              |
| -   | Carlens Arcus               | 3              |
| -   | Romain Philippoteaux        | 3              |
| -   | Ludovic Obraniak            | 3              |
| 6   | Lamine Fomba                | 2              |
| -   | Pape Sané                   | 2              |
| -   | Jordan Adéoti               | 2              |
| 9   | François-Xavier Fumu Tamuzo | 1              |
| -   | Brahim Konaté               | 1              |
| -   | Ibrahim Sangaré             | 1              |
| -   | Abdoul Ba                   | 1              |
| -   | Pierre-Yves Polomat         | 1              |
| -   | Michaël Barreto             | 1              |
| -   | Bendjaloud Youssouf         | 1              |

#### Affluence
Affluence de l'AJA à domicile en Ligue 2 cette saison

### Coupe de France
L'AJ Auxerre entre en lice lors du week-end du 11 et 12 novembre 2017 pour le compte du 7e tour.
| Titulaires :     |                         |     |
|                  |                         |     |
|                  | Jean-Baptiste Fourneuve |     |
|                  | Anthony Lescure         |     |
|                  | Jordan Tawaba           |     |
|                  | Nicolas Pépin           |     |
|                  | Régis Bonnot            | 18e |
|                  | Anthony Rance           | 85e |
|                  | Nicolas Piessard        |     |
|                  | Jordan Debal            |     |
|                  | Sofien Benbachir        |     |
|                  | Nicolas Ladras          | 75e |
|                  | Benoît Pouillen         |     |
|                  |                         |     |
| Remplaçants :    |                         |     |
|                  | Thomas Pisano           |     |
|                  | Charly Ollier           | 18e |
|                  | Ahmadou Sanou           | 75e |
|                  | Charly Kouache          | 85e |
|                  | Alexandre Fluteau       |     |
|                  |                         |     |
| Entraîneur :     |                         |     |
| Arnaud Marcantei |                         |     |

| Titulaires :   |                             |     |
|                |                             |     |
|                | Quentin Westberg            |     |
|                | Moussa Diallo               |     |
|                | Mickaël Tacalfred           |     |
|                | Abdoul Ba                   |     |
|                | Kenji-Van Boto              |     |
|                | Birama Touré                |     |
|                | Hamza Sakhi                 | 80e |
|                | Pierre-Yves Polomat         |     |
|                | François-Xavier Fumu Tamuzo | 65e |
|                | Romain Philippoteaux        |     |
|                | Ivan Firer                  | 85e |
|                |                             |     |
| Remplaçants :  |                             |     |
|                | Zacharie Boucher            |     |
|                | Abdoulaye Sissako           |     |
|                | Brahim Konaté               | 80e |
|                | Alexandre Vincent           | 85e |
|                | Florian Ayé                 | 65e |
|                |                             |     |
| Entraîneur :   |                             |     |
| Francis Gillot |                             |     |

| Titulaires :     |                         |     |
|                  |                         |     |
|                  | Jean-Baptiste Fourneuve |     |
|                  | Anthony Lescure         |     |
|                  | Jordan Tawaba           |     |
|                  | Nicolas Pépin           |     |
|                  | Régis Bonnot            | 18e |
|                  | Anthony Rance           | 85e |
|                  | Nicolas Piessard        |     |
|                  | Jordan Debal            |     |
|                  | Sofien Benbachir        |     |
|                  | Nicolas Ladras          | 75e |
|                  | Benoît Pouillen         |     |
|                  |                         |     |
| Remplaçants :    |                         |     |
|                  | Thomas Pisano           |     |
|                  | Charly Ollier           | 18e |
|                  | Ahmadou Sanou           | 75e |
|                  | Charly Kouache          | 85e |
|                  | Alexandre Fluteau       |     |
|                  |                         |     |
| Entraîneur :     |                         |     |
| Arnaud Marcantei |                         |     |

| Titulaires :   |                             |     |
|                |                             |     |
|                | Quentin Westberg            |     |
|                | Moussa Diallo               |     |
|                | Mickaël Tacalfred           |     |
|                | Abdoul Ba                   |     |
|                | Kenji-Van Boto              |     |
|                | Birama Touré                |     |
|                | Hamza Sakhi                 | 80e |
|                | Pierre-Yves Polomat         |     |
|                | François-Xavier Fumu Tamuzo | 65e |
|                | Romain Philippoteaux        |     |
|                | Ivan Firer                  | 85e |
|                |                             |     |
| Remplaçants :  |                             |     |
|                | Zacharie Boucher            |     |
|                | Abdoulaye Sissako           |     |
|                | Brahim Konaté               | 80e |
|                | Alexandre Vincent           | 85e |
|                | Florian Ayé                 | 65e |
|                |                             |     |
| Entraîneur :   |                             |     |
| Francis Gillot |                             |     |

| Titulaires :   |                      |     |
|                |                      |     |
| 1              | Nicolas Markut       |     |
| 2              | Thomas Bazin         |     |
| 3              | Rémy Amieux          |     |
| 4              | Clément Cabaton      |     |
| 5              | Romain Reynaud       |     |
| 6              | Ludovic Genest       | 88e |
| 7              | Chistopher Desmartin | 72e |
| 8              | Francis Robert       |     |
| 9              | Romain Spano         |     |
| 10             | Romain Dedola        |     |
| 11             | Kamel Bennekrouf     | 79e |
|                |                      |     |
| Remplaçants :  |                      |     |
| 16             | Nicolas Petit        |     |
| 12             | François Chevalier   |     |
| 13             | Anthony Vacheron     | 88e |
| 14             | Romain Barge         | 72e |
| 15             | Jan Kaye             | 79e |
|                |                      |     |
| Entraîneur :   |                      |     |
| Romain Revelli |                      |     |

| Titulaires :   |                             |     |
|                |                             |     |
| 1              | Quentin Westberg            |     |
| 2              | Carlens Arcus               |     |
| 3              | Pierre-Yves Polomat         |     |
| 4              | Mickaël Tacalfred           |     |
| 5              | Abdoul Ba                   |     |
| 6              | Hamza Sakhi                 |     |
| 7              | Jordan Adéoti               | 86e |
| 8              | Birama Touré                |     |
| 9              | Pape Sané                   | 86e |
| 10             | Romain Philippoteaux        |     |
| 11             | Florian Ayé                 | 72e |
|                |                             |     |
| Remplaçants :  |                             |     |
| 16             | Zacharie Boucher            |     |
| 12             | Alexandre Vincent           | 86e |
| 13             | Moussa Diallo               |     |
| 14             | François-Xavier Fumu Tamuzo | 72e |
| 15             | Ibrahim Sangaré             | 86e |
|                |                             |     |
| Entraîneur :   |                             |     |
| Francis Gillot |                             |     |

| Titulaires :   |                      |     |
|                |                      |     |
| 1              | Nicolas Markut       |     |
| 2              | Thomas Bazin         |     |
| 3              | Rémy Amieux          |     |
| 4              | Clément Cabaton      |     |
| 5              | Romain Reynaud       |     |
| 6              | Ludovic Genest       | 88e |
| 7              | Chistopher Desmartin | 72e |
| 8              | Francis Robert       |     |
| 9              | Romain Spano         |     |
| 10             | Romain Dedola        |     |
| 11             | Kamel Bennekrouf     | 79e |
|                |                      |     |
| Remplaçants :  |                      |     |
| 16             | Nicolas Petit        |     |
| 12             | François Chevalier   |     |
| 13             | Anthony Vacheron     | 88e |
| 14             | Romain Barge         | 72e |
| 15             | Jan Kaye             | 79e |
|                |                      |     |
| Entraîneur :   |                      |     |
| Romain Revelli |                      |     |

| Titulaires :   |                             |     |
|                |                             |     |
| 1              | Quentin Westberg            |     |
| 2              | Carlens Arcus               |     |
| 3              | Pierre-Yves Polomat         |     |
| 4              | Mickaël Tacalfred           |     |
| 5              | Abdoul Ba                   |     |
| 6              | Hamza Sakhi                 |     |
| 7              | Jordan Adéoti               | 86e |
| 8              | Birama Touré                |     |
| 9              | Pape Sané                   | 86e |
| 10             | Romain Philippoteaux        |     |
| 11             | Florian Ayé                 | 72e |
|                |                             |     |
| Remplaçants :  |                             |     |
| 16             | Zacharie Boucher            |     |
| 12             | Alexandre Vincent           | 86e |
| 13             | Moussa Diallo               |     |
| 14             | François-Xavier Fumu Tamuzo | 72e |
| 15             | Ibrahim Sangaré             | 86e |
|                |                             |     |
| Entraîneur :   |                             |     |
| Francis Gillot |                             |     |

| Titulaires :    |                       |     |
|                 |                       |     |
| 1               | Stéphane Schneider    |     |
| 2               | Vincent Decker        |     |
| 3               | Jean-Alain Fanchone   |     |
| 4               | Abdoulaye Cissé       |     |
| 5               | Antoine Metzler       |     |
| 6               | Cyril Dreyer          | 64e |
| 7               | Benjamin Genghini     |     |
| 8               | Pierrick Rakotoarisoa | 82e |
| 9               | Godfred Bekoé         |     |
| 10              | Ludovic Saline        | 60e |
| 11              | Florian Nellec        |     |
|                 |                       |     |
| Remplaçants :   |                       |     |
| 12              | Nicolas Delion        |     |
| 13              | Loris Ieraci          | 82e |
| 14              | Ali Mathlouthi        | 64e |
| 15              | Jean-Philippe Krasso  | 60e |
| 16              | Jean-Charles Blaudet  |     |
| 17              | Bertholomé Meyer      |     |
| 18              | Guillaume Gauclin     |     |
|                 |                       |     |
| Entraîneur :    |                       |     |
| Stéphane Crucet |                       |     |

| Titulaires :  |                      |     |
|               |                      |     |
| 1             | Quentin Westberg     |     |
| 2             | Carlens Arcus        |     |
| 3             | Pierre-Yves Polomat  |     |
| 4             | Mickaël Tacalfred    |     |
| 5             | Abdoul Ba            |     |
| 6             | Hamza Sakhi          |     |
| 7             | Michaël Barreto      | 71e |
| 8             | Jordan Adéoti        |     |
| 9             | Florian Ayé          | 79e |
| 10            | Ludovic Obraniak     | 59e |
| 11            | Romain Philippoteaux |     |
|               |                      |     |
| Remplaçants : |                      |     |
| 12            | Abdoulaye Sissako    |     |
| 13            | Jean Marcelin        |     |
| 14            | Nathan Bizet         | 71e |
| 15            | Moussa Diallo        |     |
| 16            | Brahim Konaté        | 59e |
| 17            | Ibrahim Sangaré      | 79e |
| 18            | Zacharie Boucher     |     |
|               |                      |     |
| Entraîneur :  |                      |     |
| Pablo Correa  |                      |     |

| Titulaires :    |                       |     |
|                 |                       |     |
| 1               | Stéphane Schneider    |     |
| 2               | Vincent Decker        |     |
| 3               | Jean-Alain Fanchone   |     |
| 4               | Abdoulaye Cissé       |     |
| 5               | Antoine Metzler       |     |
| 6               | Cyril Dreyer          | 64e |
| 7               | Benjamin Genghini     |     |
| 8               | Pierrick Rakotoarisoa | 82e |
| 9               | Godfred Bekoé         |     |
| 10              | Ludovic Saline        | 60e |
| 11              | Florian Nellec        |     |
|                 |                       |     |
| Remplaçants :   |                       |     |
| 12              | Nicolas Delion        |     |
| 13              | Loris Ieraci          | 82e |
| 14              | Ali Mathlouthi        | 64e |
| 15              | Jean-Philippe Krasso  | 60e |
| 16              | Jean-Charles Blaudet  |     |
| 17              | Bertholomé Meyer      |     |
| 18              | Guillaume Gauclin     |     |
|                 |                       |     |
| Entraîneur :    |                       |     |
| Stéphane Crucet |                       |     |

| Titulaires :  |                      |     |
|               |                      |     |
| 1             | Quentin Westberg     |     |
| 2             | Carlens Arcus        |     |
| 3             | Pierre-Yves Polomat  |     |
| 4             | Mickaël Tacalfred    |     |
| 5             | Abdoul Ba            |     |
| 6             | Hamza Sakhi          |     |
| 7             | Michaël Barreto      | 71e |
| 8             | Jordan Adéoti        |     |
| 9             | Florian Ayé          | 79e |
| 10            | Ludovic Obraniak     | 59e |
| 11            | Romain Philippoteaux |     |
|               |                      |     |
| Remplaçants : |                      |     |
| 12            | Abdoulaye Sissako    |     |
| 13            | Jean Marcelin        |     |
| 14            | Nathan Bizet         | 71e |
| 15            | Moussa Diallo        |     |
| 16            | Brahim Konaté        | 59e |
| 17            | Ibrahim Sangaré      | 79e |
| 18            | Zacharie Boucher     |     |
|               |                      |     |
| Entraîneur :  |                      |     |
| Pablo Correa  |                      |     |

| Titulaires :    |                      |     |
|                 |                      |     |
| 1               | Maxime Dupé          |     |
| 2               | Léo Dubois           | 90e |
| 3               | Lucas Lima           |     |
| 4               | Nicolas Pallois      |     |
| 5               | Koffi Djidji         |     |
| 6               | Abdoulaye Touré      |     |
| 7               | Jules Iloki          | 81e |
| 8               | Adrien Thomasson     |     |
| 9               | Emiliano Sala        |     |
| 10              | Yacine Bammou        | 84e |
| 11              | Valentin Rongier     |     |
|                 |                      |     |
| Remplaçants :   |                      |     |
|                 | Ciprian Tătărușanu   |     |
|                 | Diego Carlos         |     |
|                 | Andrei Girotto       |     |
|                 | Rene Krhin           |     |
|                 | Alexander Kačaniklić | 84e |
|                 | Yassine El Ghanassy  | 81e |
|                 | Santy Ngom           | 90e |
|                 |                      |     |
| Entraîneur :    |                      |     |
| Claudio Ranieri |                      |     |

| Titulaires :  |                     |     |
|               |                     |     |
| 1             | Quentin Westberg    |     |
| 2             | Bendjaloud Youssouf |     |
| 3             | Kenji-Van Boto      |     |
| 4             | Mickaël Tacalfred   |     |
| 5             | Yaya Sané           |     |
| 6             | Brahim Konaté       |     |
| 7             | Ibrahim Sangaré     | 84e |
| 8             | Birama Touré        |     |
| 9             | Pape Sané           | 90e |
| 10            | Ludovic Obraniak    | 63e |
| 11            | Florian Ayé         |     |
|               |                     |     |
| Remplaçants : |                     |     |
|               | Zacharie Boucher    |     |
|               | Obite Evan Ndicka   | 90e |
|               | Abdoulaye Sissako   | 63e |
|               | Moussa Diallo       |     |
|               | Nathan Bizet        |     |
|               | Alexandre Vincent   | 84e |
|               | Ivan Firer          |     |
|               |                     |     |
| Entraîneur :  |                     |     |
| Pablo Correa  |                     |     |

| Titulaires :    |                      |     |
|                 |                      |     |
| 1               | Maxime Dupé          |     |
| 2               | Léo Dubois           | 90e |
| 3               | Lucas Lima           |     |
| 4               | Nicolas Pallois      |     |
| 5               | Koffi Djidji         |     |
| 6               | Abdoulaye Touré      |     |
| 7               | Jules Iloki          | 81e |
| 8               | Adrien Thomasson     |     |
| 9               | Emiliano Sala        |     |
| 10              | Yacine Bammou        | 84e |
| 11              | Valentin Rongier     |     |
|                 |                      |     |
| Remplaçants :   |                      |     |
|                 | Ciprian Tătărușanu   |     |
|                 | Diego Carlos         |     |
|                 | Andrei Girotto       |     |
|                 | Rene Krhin           |     |
|                 | Alexander Kačaniklić | 84e |
|                 | Yassine El Ghanassy  | 81e |
|                 | Santy Ngom           | 90e |
|                 |                      |     |
| Entraîneur :    |                      |     |
| Claudio Ranieri |                      |     |

| Titulaires :  |                     |     |
|               |                     |     |
| 1             | Quentin Westberg    |     |
| 2             | Bendjaloud Youssouf |     |
| 3             | Kenji-Van Boto      |     |
| 4             | Mickaël Tacalfred   |     |
| 5             | Yaya Sané           |     |
| 6             | Brahim Konaté       |     |
| 7             | Ibrahim Sangaré     | 84e |
| 8             | Birama Touré        |     |
| 9             | Pape Sané           | 90e |
| 10            | Ludovic Obraniak    | 63e |
| 11            | Florian Ayé         |     |
|               |                     |     |
| Remplaçants : |                     |     |
|               | Zacharie Boucher    |     |
|               | Obite Evan Ndicka   | 90e |
|               | Abdoulaye Sissako   | 63e |
|               | Moussa Diallo       |     |
|               | Nathan Bizet        |     |
|               | Alexandre Vincent   | 84e |
|               | Ivan Firer          |     |
|               |                     |     |
| Entraîneur :  |                     |     |
| Pablo Correa  |                     |     |

| 8e de finale                       | AJ Auxerre                                 | 0 - 3   | Vendée Les Herbiers Football (N1)                | | |
| Mardi 6 février 2018 18:30 (UTC+1) |                                            | (0 - 1) | 45+1e (pen.) Rocheteau · 64e Gboho · 79e Flochon | Stade de l'Abbé-Deschamps, Auxerre Diffuseur : Eurosport 2 (multiplex) et Eurosport 360 Arbitrage : Stéphanie Frappart | Stade de l'Abbé-Deschamps, Auxerre Diffuseur : Eurosport 2 (multiplex) et Eurosport 360 Arbitrage : Stéphanie Frappart |
| Mardi 6 février 2018 18:30 (UTC+1) | Adéoti 52e · Arcus 59e · Philippoteaux 90e |         | 57e Bonnet                                       | Stade de l'Abbé-Deschamps, Auxerre Diffuseur : Eurosport 2 (multiplex) et Eurosport 360 Arbitrage : Stéphanie Frappart | Stade de l'Abbé-Deschamps, Auxerre Diffuseur : Eurosport 2 (multiplex) et Eurosport 360 Arbitrage : Stéphanie Frappart |

#### Meilleurs buteurs
Ce tableau regroupe l'ensemble des buteurs de l'AJ Auxerre en Coupe de France.
Mis à jour le 15 mars 2018 après les 8e de finale .
| Pl. | Buteur               | But inscrit |
| --- | -------------------- | ----------- |
| 1   | Romain Philippoteaux | 3           |
| -   | Ibrahim Sangaré      | 3           |
| 3   | Florian Ayé          | 2           |
| 4   | Pierre-Yves Polomat  | 1           |
| -   | Pape Sané            | 1           |
| -   | Mickaël Tacalfred    | 1           |
| -   | Michaël Barreto      | 1           |
| -   | Brahim Konaté        | 1           |

### Coupe de la Ligue
L'AJ Auxerre entre en lice le mardi 8 août 2017 pour le compte du 1er tour.
| Titulaires :  |                   |     |
|               |                   |     |
| 1             | Sébastien Renot   |     |
| 2             | Harouna Sy        |     |
| 19            | Formose Mendy     |     |
| 29            | Matthieu Fontaine |     |
| 34            | Matias Ferreira   | 67e |
| 4             | Ludovic Sylvestre |     |
| 17            | Teddy Teuma       |     |
| 21            | Grégoire Lefebvre |     |
| 10            | Idriss Mhirsi     |     |
| 11            | Sekou Keita       | 77e |
| 27            | Abdoulaye Sané    | 88e |
|               |                   |     |
| Remplaçants : |                   |     |
| 16            | Arnaud Balijon    |     |
| 14            | Charley Fomen     |     |
| 7             | Tiécoro Keita     | 67e |
| 13            | Omenuke Mfulu     | 88e |
| 35            | Paul Millet       |     |
| 9             | Anthony Petrilli  | 77e |
| 32            | Ismaël Camara     |     |
|               |                   |     |
| Entraîneur :  |                   |     |
| Régis Brouard |                   |     |

| Titulaires :   |                      |     |
|                |                      |     |
| 1              | Zacharie Boucher     |     |
| 17             | Benjaloud Youssouf   |     |
| 20             | Mickaël Tacalfred    |     |
| 29             | Obite Evan Ndicka    |     |
| 25             | Moussa Diallo        |     |
| 7              | Ibrahim Sangaré      |     |
| 12             | Birama Touré         | 73e |
| 21             | Hamza Sakhi          |     |
| 10             | Ludovic Obraniak     | 64e |
| 9              | Pape Sané            | 73e |
| 11             | Florian Ayé          |     |
|                |                      |     |
| Remplaçants :  |                      |     |
| 16             | Quentin Westberg     |     |
| 15             | Loïc Goujon          |     |
| 8              | Jordan Adéoti        | 73e |
| 28             | Romain Philippoteaux | 64e |
| 22             | Romain Montiel       | 73e |
|                |                      |     |
| Entraîneur :   |                      |     |
| Francis Gillot |                      |     |

| Titulaires :  |                   |     |
|               |                   |     |
| 1             | Sébastien Renot   |     |
| 2             | Harouna Sy        |     |
| 19            | Formose Mendy     |     |
| 29            | Matthieu Fontaine |     |
| 34            | Matias Ferreira   | 67e |
| 4             | Ludovic Sylvestre |     |
| 17            | Teddy Teuma       |     |
| 21            | Grégoire Lefebvre |     |
| 10            | Idriss Mhirsi     |     |
| 11            | Sekou Keita       | 77e |
| 27            | Abdoulaye Sané    | 88e |
|               |                   |     |
| Remplaçants : |                   |     |
| 16            | Arnaud Balijon    |     |
| 14            | Charley Fomen     |     |
| 7             | Tiécoro Keita     | 67e |
| 13            | Omenuke Mfulu     | 88e |
| 35            | Paul Millet       |     |
| 9             | Anthony Petrilli  | 77e |
| 32            | Ismaël Camara     |     |
|               |                   |     |
| Entraîneur :  |                   |     |
| Régis Brouard |                   |     |

| Titulaires :   |                      |     |
|                |                      |     |
| 1              | Zacharie Boucher     |     |
| 17             | Benjaloud Youssouf   |     |
| 20             | Mickaël Tacalfred    |     |
| 29             | Obite Evan Ndicka    |     |
| 25             | Moussa Diallo        |     |
| 7              | Ibrahim Sangaré      |     |
| 12             | Birama Touré         | 73e |
| 21             | Hamza Sakhi          |     |
| 10             | Ludovic Obraniak     | 64e |
| 9              | Pape Sané            | 73e |
| 11             | Florian Ayé          |     |
|                |                      |     |
| Remplaçants :  |                      |     |
| 16             | Quentin Westberg     |     |
| 15             | Loïc Goujon          |     |
| 8              | Jordan Adéoti        | 73e |
| 28             | Romain Philippoteaux | 64e |
| 22             | Romain Montiel       | 73e |
|                |                      |     |
| Entraîneur :   |                      |     |
| Francis Gillot |                      |     |

#### Meilleurs buteurs
Ce tableau regroupe l'ensemble des buteurs de l'AJ Auxerre en Coupe de la Ligue.
Mis à jour le 8 août 2017 après le 1er tour.
| Pl. | Buteur      | But inscrit |
| --- | ----------- | ----------- |
| 1   | Florian Ayé | 1           |

### Statistiques
Ce tableau regroupe les statistiques des joueurs de l'AJ Auxerre.
Mis à jour le 9 juin 2018.
| Joueur                      | Poste     | L2 | L2          | L2             |     | CDF         | CDF         |             | CDL   | CDL         |  | Total | Total       |
| Joueur                      | Poste     | M. | But inscrit | Passe décisive | M.  | But inscrit | M.          | But inscrit | M.    | But inscrit |  |       |             |
| --------------------------- | --------- | -- | ----------- | -------------- | --- | ----------- | ----------- | ----------- | ----- | ----------- |  | ----- | ----------- |
| Zacharie Boucher            | Gardien   | 35 | 0           | 0              |     | 0           | 0           |             | 1     | 0           |  | 35    | 0           |
| Quentin Westberg            | Gardien   | 3  | 0           | 0              |     | 5           | 0           |             | 0     | 0           |  | 8     | 0           |
| Mickaël Tacalfred           | Défenseur | 30 | 3           | 0              |     | 5           | 1           |             | 1     | 0           |  | 36    | 4           |
| Carlens Arcus               | Défenseur | 30 | 0           | 3              |     | 3           | 0           |             | 0     | 0           |  | 33    | 0           |
| Pierre-Yves Polomat         | Défenseur | 28 | 1           | 1              |     | 4           | 1           |             | 0     | 0           |  | 32    | 2           |
| Abdoul Ba                   | Défenseur | 26 | 1           | 1              |     | 3           | 0           |             | 0     | 0           |  | 29    | 1           |
| Bendjaloud Youssouf         | Défenseur | 16 | 0           | 1              |     | 2           | 0           |             | 1     | 0           |  | 19    | 0           |
| Yaya Sané                   | Défenseur | 12 | 1           | 0              |     | 2           | 0           |             | 0     | 0           |  | 14    | 1           |
| Obite Evan Ndicka           | Défenseur | 12 | 0           | 0              |     | 1           | 0           |             | 1     | 0           |  | 14    | 0           |
| Kenji-Van Boto              | Défenseur | 8  | 0           | 0              |     | 2           | 0           |             | 0     | 0           |  | 10    | 0           |
| Moussa Diallo               | Défenseur | 4  | 0           | 0              |     | 1           | 0           |             | 1     | 0           |  | 6     | 0           |
| Birama Touré                | Milieu    | 37 | 0           | 0              |     | 3           | 0           |             | 1     | 0           |  | 41    | 0           |
| Romain Philippoteaux        | Milieu    | 35 | 11          | 3              |     | 4           | 3           |             | 1     | 0           |  | 40    | 14          |
| Hamza Sakhi                 | Milieu    | 35 | 5           | 5              |     | 4           | 0           |             | 1     | 0           |  | 40    | 5           |
| Jordan Adéoti               | Milieu    | 34 | 3           | 2              |     | 3           | 0           |             | 1     | 0           |  | 38    | 3           |
| Ludovic Obraniak            | Milieu    | 16 | 0           | 3              |     | 3           | 0           |             | 1     | 0           |  | 20    | 0           |
| Brahim Konaté               | Milieu    | 15 | 1           | 1              |     | 4           | 1           |             | 0     | 0           |  | 19    | 2           |
| Michaël Barreto             | Milieu    | 9  | 2           | 1              |     | 1           | 1           |             | 0     | 0           |  | 10    | 3           |
| Lamine Fomba                | Milieu    | 6  | 0           | 2              |     | 0           | 0           |             | 0     | 0           |  | 6     | 0           |
| Alexandre Vincent           | Milieu    | 2  | 0           | 0              |     | 3           | 0           |             | 0     | 0           |  | 5     | 0           |
| Abdoulaye Sissako           | Milieu    | 3  | 0           | 0              |     | 1           | 0           |             | 0     | 0           |  | 4     | 0           |
| Loïc Goujon                 | Milieu    | 2  | 0           | 0              |     | 0           | 0           |             | 0     | 0           |  | 2     | 0           |
| Pape Sané                   | Attaquant | 24 | 5           | 2              |     | 3           | 1           |             | 1     | 0           |  | 28    | 6           |
| Ibrahim Sangaré             | Attaquant | 22 | 1           | 1              |     | 4           | 3           |             | 1     | 0           |  | 27    | 4           |
| Mohamed Yattara             | Attaquant | 24 | 10          | 3              |     | 1           | 0           |             | 0     | 0           |  | 25    | 10          |
| Florian Ayé                 | Attaquant | 20 | 2           | 0              |     | 4           | 2           |             | 1     | 1           |  | 25    | 5           |
| François-Xavier Fumu Tamuzo | Attaquant | 15 | 2           | 1              |     | 2           | 0           |             | 0     | 0           |  | 17    | 2           |
| Ivan Firer                  | Attaquant | 12 | 0           | 0              |     | 1           | 0           |             | 0     | 0           |  | 13    | 0           |
| Nathan Bizet                | Attaquant | 4  | 0           | 0              |     | 1           | 0           |             | 0     | 0           |  | 5     | 0           |
| Yanis Begraoui              | Attaquant | 4  | 0           | 0              |     | 0           | 0           |             | 0     | 0           |  | 4     | 0           |
| Romain Montiel              | Attaquant | 3  | 0           | 0              |     | 0           | 0           |             | 1     | 0           |  | 4     | 0           |
| Joueur                      | Poste     | M. | But inscrit | Passe décisive |     | M.          | But inscrit |             | M.    | But inscrit |  | M.    | But inscrit |
| Joueur                      | Poste     | L2 | L2          | L2             | CDF | CDF         | CDL         | CDL         | Total | Total       |  |       |             |

## Sélections nationales
Ce tableau regroupe l'ensemble des matchs internationaux effectués par les joueurs de l'AJ Auxerre.
Mis à jour le 24 mars 2017.
| Joueur              | Sélection  | Date                      | Heure         | Match                         | Type de match | Temps de jeu |
| ------------------- | ---------- | ------------------------- | ------------- | ----------------------------- | ------------- | ------------ |
| Abdoul Ba           | Mauritanie | Jeudi 31 août 2017        | 16:00 (UTC+0) | Mauritanie 1-1 Kenya,         | Match amical  | 90 minutes   |
| Abdoul Ba           | Mauritanie | Mardi 5 septembre 2017    | 17:00 (UTC+0) | Niger 2-0 Mauritanie,         | Match amical  | 57 minutes   |
| Abdoul Ba           | Mauritanie | Vendredi 6 octobre 2017   | 14:30 (UTC+0) | Mauritanie 0-1 Comores,       | Match amical  | 90 minutes   |
| Carlens Arcus       | Haïti      | Mardi 10 octobre 2017     | 19:30 (UTC+9) | Japon 3-3 Haïti               | Coupe Kirin   | 82 minutes   |
| Jordan Adéoti       | Bénin      | Mardi 10 octobre 2017     | 16:00 (UTC+2) | Gabon 0-1 Bénin               | Match amical  | 90 minutes   |
| Obite Evan Ndicka   | France U20 | Mercredi 8 novembre 2017  | 19:00 (UTC+0) | Maroc U21 1-1 France U20,     | Match amical  | 90 minutes   |
| Carlens Arcus       | Haïti      | Vendredi 10 novembre 2017 | 16:55 (UTC+4) | Émirats arabes unis 0-1 Haïti | Match amical  | 29 minutes   |
| Bendjaloud Youssouf | Comores    | Samedi 11 novembre 2017   | 15:00 (UTC+1) | Comores 1-1 Madagascar        | Match amical  | 90 minutes   |
| Obite Evan Ndicka   | France U20 | Samedi 11 novembre 2017   | 15:00 (UTC+0) | Maroc U21 1-2 France U20      | Match amical  | 90 minutes   |
| Obite Evan Ndicka   | France U20 | Mercredi 21 mars 2018     | 16:00 (UTC+2) | France U20 2-0 États-Unis U20 | Match amical  | 90 minutes   |
| Bendjaloud Youssouf | Comores    | Samedi 24 mars 2018       | 17:00 (UTC+2) | Comores 2-2 Kenya             | Match amical  | 90 minutes   |
| Abdoul Ba           | Mauritanie | Samedi 24 mars 2018       | 18:00 (UTC+2) | Mauritanie 2-0 Guinée         | Match amical  | 90 minutes   |
| Carlens Arcus       | Haïti      | Mercredi 30 mai 2018      | 01:00 (UTC+2) | Argentine 4-0 Haïti           | Match amical  | 89 minutes   |

#### Site officiel de l'AJ Auxerre
1. ↑  « Francis Graille, nouveau Président de l’AJ Auxerre », site de l'AJ Auxerre, 17 mai 2017. Consulté le 15 juin 2017.
2. ↑  « Communiqué officiel de l'AJ Auxerre », site de l'AJ Auxerre, 31 mai 2017. Consulté le 15 juin 2017.
3. ↑  « Communiqué officiel », site de l'AJ Auxerre, 9 décembre 2017. Consulté le 9 décembre 2017.
4. ↑  « OFFICIEL : Pablo Correa est le nouvel entraîneur de l’AJA », site de l'AJ Auxerre, 21 décembre 2017. Consulté le 21 décembre 2017.
5. 1 2  « Le programme de la pré-saison 2017 - 2018 », site de l'AJ Auxerre, 14 juin 2017. Consulté le 10 juillet 2017.
6. ↑  « OFFICIEL : Xavier Lenogue prêté à Pau ! », site de l'AJ Auxerre, 11 juillet 2017. Consulté le 11 juillet 2017.
7. ↑  « OFFICIEL : Gaëtan Courtet quitte l'AJA pour Lorient », site de l'AJ Auxerre, 15 juillet 2017. Consulté le 15 juillet 2017.
8. ↑  « OFFICIEL : Jordan Adéoti rejoint l’AJ Auxerre ! », site de l'AJ Auxerre, 13 juin 2017. Consulté le 16 juin 2017.
9. ↑  « OFFICIEL : Abdoul Ba s’engage avec l’AJ Auxerre ! », site de l'AJ Auxerre, 15 juin 2017. Consulté le 16 juin 2017.
10. ↑  « OFFICIEL : Mickaël Barreto signe avec l’AJ Auxerre ! », site de l'AJ Auxerre, 16 juin 2017. Consulté le 16 juin 2017.
11. ↑  « OFFICIEL : Bendjaloud Youssouf s’engage avec l’AJA ! », site de L'Équipe, 6 juillet 2017. Consulté le 6 juillet 2017.
12. ↑  « OFFICIEL : Pape Sané rejoint l’AJ Auxerre ! », site de l'AJ Auxerre, 30 juin 2017. Consulté le 30 juin 2017.
13. ↑  « OFFICIEL : Hamza Sakhi prêté à l’AJA par le FC Metz », site de l'AJ Auxerre, 6 juillet 2017. Consulté le 6 juillet 2017.
14. ↑  « OFFICIEL : L’AJA recrute Romain Philippoteaux ! », site de l'AJ Auxerre, 8 juillet 2017. Consulté le 9 juillet 2017.
15. ↑  « OFFICIEL : L’AJA engage Quentin Westberg ! », site de l'AJ Auxerre, 12 juillet 2017. Consulté le 12 juillet 2017.
16. ↑  « OFFICIEL : Yaya Sané revient à l’AJA ! », site de l'AJ Auxerre, 15 juillet 2017. Consulté le 15 juillet 2017.
17. ↑  « OFFICIEL : L’AJA recrute Birama Touré ! », site de l'AJ Auxerre, 17 juillet 2017. Consulté le 17 juillet 2017.
18. ↑  « OFFICIEL : L’AJA engage Mohamed Yattara ! », site de l'AJ Auxerre, 17 juillet 2017. Consulté le 17 juillet 2017.
19. ↑  « OFFICIEL : Pierre-Yves Polomat rejoint l’AJA ! », site de l'AJ Auxerre, 22 juillet 2017. Consulté le 22 juillet 2017.
20. ↑  « OFFICIEL : Carlens Arcus rejoint l’AJA en prêt ! », site de l'AJ Auxerre, 31 août 2017. Consulté le 31 août 2017.
21. ↑  « OFFICIEL : L’AJA recrute Ivan Firer ! », site de l'AJ Auxerre, 31 août 2017. Consulté le 31 août 2017.
22. ↑  « OFFICIEL : Loïc Goujon prêté à Boulogne », site de l'AJ Auxerre, 16 octobre 2017. Consulté le 16 octobre 2017.
23. ↑  « Le joueur chinois Zheng Jie rejoint l’AJA ! », site de l'AJ Auxerre, 1er février 2018. Consulté le 1er février 2018.
24. 1 2  « Communiqué du club », site de l'AJ Auxerre, 31 mars 2018. Consulté le 31 mars 2018.
25. 1 2 3  « OFFICIEL : Hamza Sakhi est Auxerrois ! », sur aja.fr, 16 avril 2018. Consulté le 16 avril 2018.

#### L'Yonne républicaine
1. ↑  « Dossier : L’axe d’échanges AJA - Chine se précise », site de L'Yonne Républicaine, 13 octobre 2017. Consulté le 22 novembre 2017.
2. 1 2 3 4  « AJA : Un effectif à redessiner dans les grandes largeurs », site de L'Yonne Républicaine, 23 mai 2017. Consulté le 16 juin 2017.
3. ↑  « Romain Philippoteaux, nouvel ailier de l'AJA : "c'est un choix fort dans ma carrière" », site de L'Yonne Républicaine, 11 juillet 2017. Consulté le 11 juillet 2017.
4. 1 2  « Birama Touré et Mohamed Yattara s’engagent pour trois ans à l’AJ Auxerre », site de L'Yonne Républicaine, 18 juillet 2017. Consulté le 18 juillet 2017.

#### L'Équipe
1. ↑  « James Zhou : "Refaire briller cette équipe" », L'Équipe, no 22 996,‎ 8 juillet 2017, p. 10-11.

#### Autres
1. ↑  « Ruben Aguilar première recrue », site du Montpellier HSC, 23 mai 2017. Consulté le 16 juin 2017.
2. ↑  (tu) « Transfert de Kilic », twitter de Samsunspor, 28 août 2017. Consulté le 1er septembre 2017.
3. ↑  « R2 : Plusieurs arrivées à l'ES Fos », site de La Provence, 28 mai 2017. Consulté le 30 juin 2017.
4. ↑  « Khamis Digol a signé a un contrat pro » sur facebook.com, 31 août 2017. Consulté le 1er septembre 2017.
5. ↑  « Roman Laspalles en renfort » sur le site officiel des Les Herbiers, 1er octobre 2017. Consulté le 1er octobre 2017.
6. ↑  « Auxerre : Un défenseur signe en National 3 (off) » sur foot-national.com, 23 mai 2017. Consulté le 30 juin 2017.
7. ↑  « Transfert : Charlevy Mabiala file en Roumanie » sur drcpf.net, 22 septembre 2017. Consulté le 26 septembre 2017.
8. ↑  (al)  « Transfert de Binguila » sur le facebook du KF Tirana, 1er septembre 2017. Consulté le 1er septembre 2017.
9. ↑  « Baba Traoré, nouveau renfort défensif », site du Havre AC, 26 juin 2017. Consulté le 26 juin 2017.
10. ↑  « Chambly : Un attaquant de L2 débarque en prêt (off.) », sur foot-national.com, 29 août 2017. Consulté le 29 août 2017.
11. ↑  « OFFICIEL : Michaël Barreto signe avec l’AJ Auxerre », sur maligue2.fr, 16 juin 2017. Consulté le 19 octobre 2017.
12. ↑  « Bendjaloud Youssouf (Orléans) à Auxerre », site de l'AJ Auxerre, 25 juin 2017. Consulté le 19 octobre 2017.
13. ↑  « Fier de signer 3 ans à l'AJ Auxerre », twitter officiel de Birama Touré, 18 juillet 2017. Consulté le 18 juillet 2017.
14. ↑  (sl) « Ivan Firer signe dans le club français d'Auxerre », site du NK Domžale, 31 août 2017. Consulté le 19 octobre 2017.
15. ↑  « Effectif pro », sur aja.fr (consulté le 19 octobre 2017)
16. ↑  Seule la nationalité sportive est indiquée. Un joueur peut avoir plusieurs nationalités mais n'a le droit de jouer que pour une seule sélection nationale.
17. ↑  Seule la sélection la plus importante est indiquée.
18. 1 2 3  Facebook de la Fédération de Football de la République Islamique de Mauritanie ». Consulté le 30 septembre 2017.
19. ↑  Composition du match Mauritanie - Kenya », facebook de la FFRIM, 31 août 2017. Consulté le 30 septembre 2017.
20. ↑  Composition du match Niger - Mauritanie », facebook de la FFRIM, 5 septembre 2017. Consulté le 30 septembre 2017.
21. ↑  Composition du match Mauritanie - Comores », facebook de la FFRIM, 6 octobre 2017. Consulté le 6 octobre 2017.
22. ↑  Composition du match Japon - Haïti », facebook de la FHF, 10 octobre 2017. Consulté le 10 octobre 2017.
23. ↑  Composition du match Gabon - Bénin », facebook de la FBF, 10 octobre 2017. Consulté le 10 octobre 2017.
24. ↑  Composition du match Maroc U21 - France U20 du 8 novembre 2017 », facebook de la FRMF, 8 novembre 2017. Consulté le 8 novembre 2017.
25. ↑  Fiche du match Maroc U21 - France U20 du 8 novembre 2017 », site de la FFF, 9 novembre 2017. Consulté le 9 novembre 2017.
26. ↑  Fiche du match Maroc U21 - France U20 du 11 novembre 2017 », site de la FFF, 11 novembre 2017. Consulté le 16 novembre 2017.
27. ↑  Fiche du match France U20 - États-Unis U20 du 21 mars 2018 », site de la FFF, 21 mars 2018. Consulté le 24 mars 2018.